# Ferdynand II Habsburg
Ferdynand II Habsburg (ur. 9 lipca 1578 w Grazu, zm. 15 lutego 1637 w Wiedniu) – król Czech w latach 1617–1637 i Węgier w latach 1618–1637, cesarz rzymski w latach 1619–1637 z dynastii Habsburgów.

## Rodzina i pochodzenie
Syn arcyksięcia austriackiego regenta Styrii, Karyntii i Krainy Karola Styryjskiego i księżniczki bawarskiej Marii Anny Wittelsbach. Jego dziadkami byli: cesarz rzymski Ferdynand I Habsburg i Anna Jagiellonka oraz książę Bawarii Albrecht V Wittelsbach i Anna Habsburg – siostra Karola Stryjskiego. W wieku 12 lat oddany został do szkoły jezuitów w Ingolstadt. Uczęszczał tam do 1595 roku. Oficjalnie jego nauczycielem i mentorem był Balthasar Ferdinand Schrattenbach. Po zakończeniu nauki w szkole jezuitów studiował. Jezuicka edukacja w dużej mierze ukształtowała osobowość i charakter przyszłego cesarza. Ferdynand był bardzo religijny i uczestniczył we mszy świętej przynajmniej raz dziennie. Choć nigdy nie był w Hiszpanii wykazywał bardziej kastylijskie cechy niż jego Habsburscy krewni. Potrafił klęczeć i modlić się o spokój duszy ludzi, których katowano lub właśnie skazywano na śmierć z jego rozkazu.
23 kwietnia 1600 roku poślubił swoją kuzynkę księżniczkę bawarską Marię Annę Wittelsbach, córkę księcia bawarskiego Wilhelma V Wittelsbacha i Renaty Lotaryńskiej. Z tego małżeństwa pochodziło siedmioro dzieci:
- Krystyna (*/† 1601),
- Karol (*/† 1603),
- Jan Karol (1605–1619),
- Ferdynand III (1608–1657) – cesarz rzymski
- Maria Anna (1610–1665) – żona elektora Bawarii Maksymiliana I Wittelsbacha
- Cecylia Renata (1611–1644) – żona króla Polski Władysława IV Wazy
- Leopold Wilhelm (1614–1662) – wielki mistrz zakonu krzyżackiego

4 lutego 1622 roku poślubił księżniczkę Eleonorę Gonzaga, córkę księcia Mantui Wincentego I Gonzagi i Eleonory de' Medici. Para nie miała dzieci.

## Panowanie

### Król Czech
20 marca 1617 roku, w wyniku porozumienia pomiędzy Habsburgami austriackimi i hiszpańskimi Ferdynand został następcą Macieja Habsburga. W wyniku zabiegów cesarza sejm czeski wybrał go na króla Czech w tym samym roku. Czesi szybko mieli pożałować tego wyboru – Ferdynand był zagorzałym katolikiem i nie zamierzał respektować swobód wyznaniowych zagwarantowanych Czechom listem majestatycznym cesarza Rudolfa II. Miał powiedzieć: Wolę rządzić raczej pustynią niż krajem pełnym heretyków. Był też zdecydowanym zwolennikiem absolutyzmu, który wkrótce zaczął wprowadzać w życie. Nie liczył się ze stanowiskiem możnowładców, doprowadził do zamknięcia kilku zborów kalwińskich, a czary goryczy dopełnił zakaz obrad parlamentu.
W odpowiedzi na to czescy deputowani, mimo ostrzeżeń ze strony cesarza Macieja, zebrali się 22 maja 1618 roku w Pradze i wraz z tłumem prażan zdobyli zamek na Hradczanach. Dzień później doszło do słynnej drugiej defenestracji praskiej – wyrzucenia przez okna zamkowe urzędników cesarskich Wilhelma von Slavaty i Jarosława von Martinica, oskarżonych o łamanie listu majestatycznego.
Zwołane naprędce Stany Generalne zdetronizowały Ferdynanda, a na jego miejsce wybrały Fryderyka V, elektora Palatynatu, zwanego później zimowym królem. Jego panowanie było bardzo krótkie – połączone siły Ferdynanda i Ligi Katolickiej rozgromiły armię czeską 8 listopada 1620 roku w trwającej dwie godziny bitwie na Białej Górze, a Praga znów dostała się w ręce Ferdynanda. Zwycięski władca zastosował surowe represje i podjął politykę germanizacji Czech, a w 1627 ogłosił nowy statut Królestwa Czeskiego (Vernewerte Landesordnung), na mocy którego tron stał się dziedziczny. Odtąd Habsburgowie nie musieli zabiegać o względy szlachty czeskiej, aby zapewnić sobie sukcesję.

### Król Węgier
Władcą węgierskim został w 1618 roku, kiedy na jego rzecz abdykował Maciej Habsburg. W 1619 r. książę Siedmiogrodu Gábor Bethlen najechał Górne Węgry i Słowację, po czym przyłączył się do powstańców czeskich i podszedł pod Wiedeń. Za zgodą króla Polski Zygmunta III na Węgry zostali wysłani lisowczycy. Ci zwyciężyli Jerzego Rakoczego w bitwie pod Humiennem. Bethlen odstąpił od Wiednia i zawrócił do ojczyzny. Początkowo chciał się układać z Habsburgami, ale po uzyskaniu zgody sułtana osmańskiego na koronację, przeprowadził swój wybór przez sejm węgierski na króla Węgier (1620). Jeszcze w tym samym roku pokonał wojska cesarskie pod Pozsonyem. Klęska Czechów pod Białą Górą sprawiła ostatecznie, że Bethlen wycofał się z walki. W 1622 r. zawarł z cesarzem pokój w Nikolburgu: zrzekł się pretensji do korony węgierskiej i zobowiązał do wypłaty kontrybucji. Otrzymał natomiast Koszyce.
W 1622 r. Ferdynand II wydał statut dla Węgier. Postanawiał on, iż król węgierski ma obowiązek przestrzegać praw Królestwa, wysłuchiwać skargi stanów oraz dbać o sprawiedliwość i porządek. Stany zachowały też prawo do wyboru palatyna, czyli najważniejszego urzędnika.

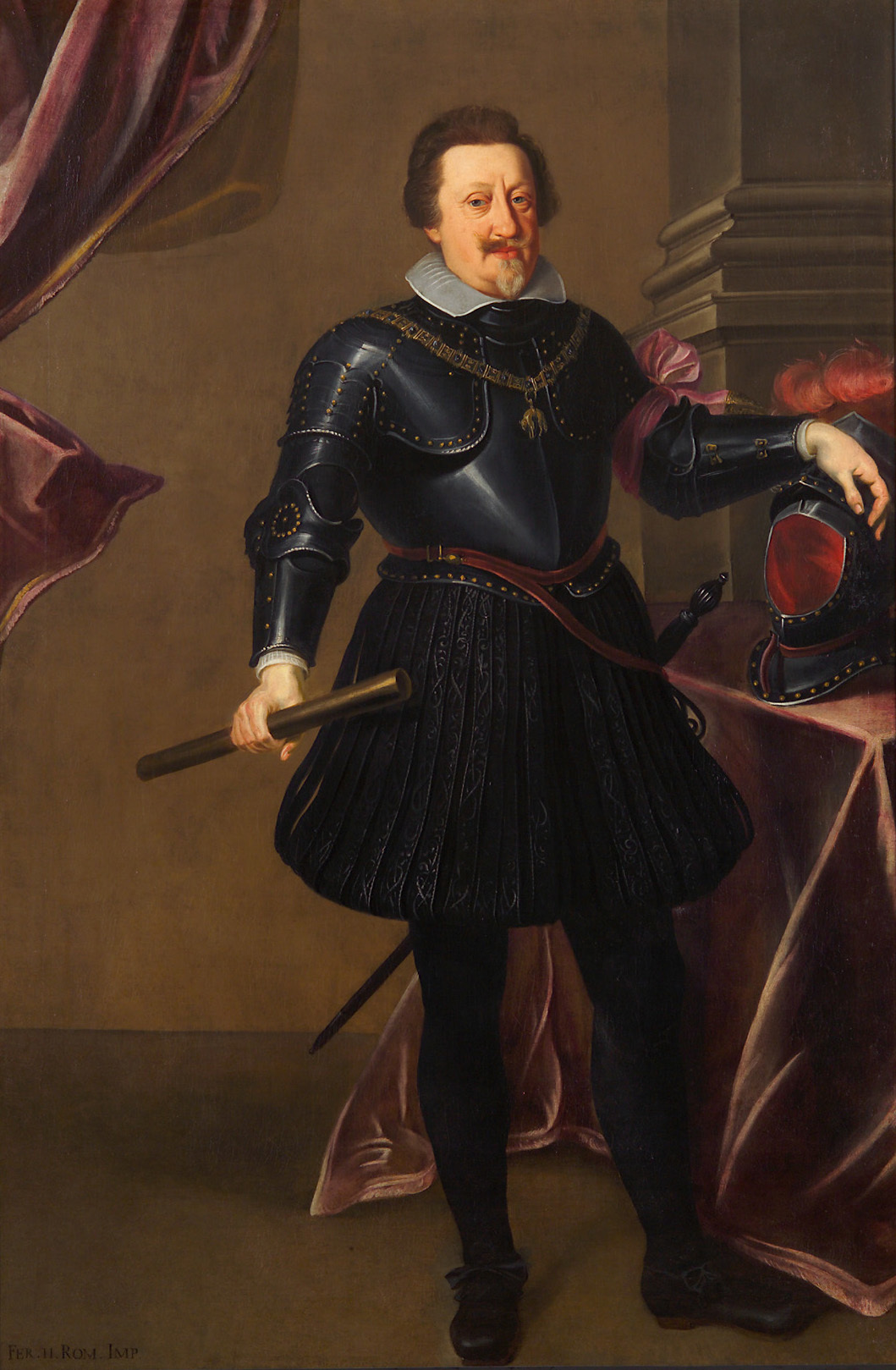
Cesarz Ferdynand II

### Cesarz Świętego Cesarstwa Rzymskiego
20 marca 1619 roku zmarł cesarz Maciej. Ferdynand został wybrany na króla Niemiec i cesarza rzymskiego 28 sierpnia 1619 we Frankfurcie. Po klęsce pod Białą Górą Czechy były wydane na jego łaskę i zostały szybko spacyfikowane. Poparcie wśród niemieckich protestantów, jakim cieszył się „Zimowy Król” spowodowało przeniesienie wojny do Rzeszy Niemieckiej.
W walkach w Czechach i Niemczech Ferdynand miał po swojej stronie świetnego dowódcę Albrechta von Wallensteina, Czecha z pochodzenia, którego armia prowadziła działania wojenne nie pobierając żołdu w zamian za prawo łupienia podbitych ziem. Wallenstein pokonał Duńczyków, którzy w międzyczasie włączyli się do wojny i Ferdynand ogłosił 6 marca 1629 roku edykt restytucyjny, nakazujący protestantom zwrot części dóbr należących do uprzednio do katolików a zsekularyzowanych po roku 1552. Wówczas do wojny przystąpiła Szwecja rządzona przez Gustawa Adolfa.
Obawiając się rosnącej potęgi Wallensteina i pod naciskiem swoich doradców Ferdynand usunął Wallensteina z dowództwa w roku 1630. Decyzja ta okazała się brzemienna w skutki – Gustaw Adolf pobił Johana von Tillyego, nowego głównodowodzącego wojsk cesarskich pod Breitenfeld, a następnie nad rzeką Lech, gdzie Tilly zmarł od odniesionych ran. Szwedzi podeszli pod Monachium i zajęli Czechy.
Przywrócony do łask w roku 1632 Wallenstein z nową armią wyrzucił z Czech protestantów, a w listopadzie w wielkiej bitwie pod Lützen zginął Gustaw Adolf. Mimo przegranej w tej bitwie i utraty Saksonii przez Wallensteina, który na zimę wycofał się do Czech, Ferdynand mógł kampanię 1632 roku zapisać na konto swoich sukcesów, bowiem strona protestancka poniosła w niej znacznie cięższe straty.
Walki w roku następnym nie przyniosły rozstrzygnięcia, częściowo z powodu działań Wallensteina, który prowadził własne rozmowy ze stroną przeciwną, licząc na lojalność armii. Na początku roku 1634 Ferdynand oskarżył Wallensteina o zdradę stanu – prawdopodobnie za jego wiedzą Wallenstein został zamordowany.
Pozbawiona Wallensteina armia cesarska zdołała jednak zdobyć Ratyzbonę i odnieść zwycięstwo nad Szwedami w bitwie pod Nördlingen. Pobici Szwedzi byli skłonni ograniczyć swój udział militarny w walkach na kontynencie, lecz teraz do wojny po stronie protestantów przystąpiła katolicka Francja. Zgodnie z zasadami francuskiej polityki, której celem było osłabienie Habsburgów, kardynał Richelieu i Ludwik XIII rozkazali swoim wojskom wkroczyć na tereny Niderlandów i rozpocząć działania wojenne przeciw Cesarstwu.
Francuzi byli bardzo niezadowoleni z postanowień przygotowywanego pokoju praskiego i na kilkanaście dni przed jego podpisaniem przystąpili do wojny. W tej sytuacji pokój, choć podpisany, nigdy nie wszedł w życie, a walki rozgorzały na nowo. Po śmierci Ferdynanda jego syn i następca Ferdynand III przejął imperium uwikłane w wojny na kilku frontach.

## Pełna tytulatura
Ferdynand, z Bożej łaski uświęcony i wybrany cesarz rzymski, po wieki August, Król Niemiec, Król Węgier, Czech, Dalmacji, Chorwacji, Slawonii, Ramy, Serbii, Galicji, Lodomerii, Kumanii, Bułgarii, etc. etc. arcyksiążę Austrii, książę Burgundii, Brabancji, Styrii, Karyntii, Karnioli, margrabia Moraw, książę Luksemburga, Górnego i Dolnego Śląska, Wirtembergii, Teck etc. książę Szwabii, hrabia Habsburga, Tyrolu, Ferreti, Kyburga, Gorycji etc. landgraf Alzacji, margrabia Świętego Cesarstwa Rzymskiego, Burgau, Górnych i Dolnych Łużyc etc. pan Marchii Wendyjskiej, Salin, Port Naon etc. etc. etc.

## Genealogia
| Prapradziadkowie                                  | cesarz rzymski Maksymilian I Habsburg (1459–1519) ∞1477 Maria Burgundzka (1457–1482) | król Hiszpanii Ferdynand II Katolicki (1452–1516) ∞1469 królowa Hiszpanii Izabela I Katolicka (1451–1504) | król Polski Kazimierz IV Jagiellończyk (1427–1492) ∞1454 Elżbieta Habsburg (1436–1505)            | Gaston II de Foix-Candale (–1500) ∞1469 Katarzyna de Foix (1460–1494)                             | książę Bawarii Albrecht IV Wittelsbach (1447–1508) ∞1487 Kunegunda Habsburg (1465–1520) | margrabia Badenii Filip I (1479–1533) ∞1503 Elżbieta Wittelsbach (1483–1522)       | król Kastylii i Leónu Filip I Habsburg (1478–1506) ∞1496 Joanna Szalona (1479–1555) | król Czech i Węgier Władysław II Jagiellończyk (1456–1516) ∞1502 Anna de Foix-Candale (1484–1506) |
| Pradziadkowie                                     | król Kastylii i Leónu Filip I Habsburg (1478–1506) ∞1496 Joanna Szalona (1479–1555)  | król Kastylii i Leónu Filip I Habsburg (1478–1506) ∞1496 Joanna Szalona (1479–1555)                       | król Czech i Węgier Władysław II Jagiellończyk (1456–1516) ∞1502 Anna de Foix-Candale (1484–1506) | król Czech i Węgier Władysław II Jagiellończyk (1456–1516) ∞1502 Anna de Foix-Candale (1484–1506) | książę Bawarii Wilhelm IV Wittelsbach (1493–1550) ∞1522 Maria Badeńska (1507–1580)      | książę Bawarii Wilhelm IV Wittelsbach (1493–1550) ∞1522 Maria Badeńska (1507–1580) | cesarz rzymski Ferdynand I Habsburg (1503–1564) ∞1521 Anna Jagiellonka (1503–1547)  | cesarz rzymski Ferdynand I Habsburg (1503–1564) ∞1521 Anna Jagiellonka (1503–1547)                |
| Dziadkowie                                        | cesarz rzymski Ferdynand I Habsburg (1503–1564) ∞1521 Anna Jagiellonka (1503–1547)   | cesarz rzymski Ferdynand I Habsburg (1503–1564) ∞1521 Anna Jagiellonka (1503–1547)                        | cesarz rzymski Ferdynand I Habsburg (1503–1564) ∞1521 Anna Jagiellonka (1503–1547)                | cesarz rzymski Ferdynand I Habsburg (1503–1564) ∞1521 Anna Jagiellonka (1503–1547)                | książę Bawarii Albrecht V Wittelsbach (1528–1579) ∞1546 Anna Habsburg (1528–1590)       | książę Bawarii Albrecht V Wittelsbach (1528–1579) ∞1546 Anna Habsburg (1528–1590)  | książę Bawarii Albrecht V Wittelsbach (1528–1579) ∞1546 Anna Habsburg (1528–1590)   | książę Bawarii Albrecht V Wittelsbach (1528–1579) ∞1546 Anna Habsburg (1528–1590)                 |
| Rodzice                                           | Karol Styryjski (1540–1590) ∞1571 Maria Anna Wittelsbach (1551–1608)                 | Karol Styryjski (1540–1590) ∞1571 Maria Anna Wittelsbach (1551–1608)                                      | Karol Styryjski (1540–1590) ∞1571 Maria Anna Wittelsbach (1551–1608)                              | Karol Styryjski (1540–1590) ∞1571 Maria Anna Wittelsbach (1551–1608)                              | Karol Styryjski (1540–1590) ∞1571 Maria Anna Wittelsbach (1551–1608)                    | Karol Styryjski (1540–1590) ∞1571 Maria Anna Wittelsbach (1551–1608)               | Karol Styryjski (1540–1590) ∞1571 Maria Anna Wittelsbach (1551–1608)                | Karol Styryjski (1540–1590) ∞1571 Maria Anna Wittelsbach (1551–1608)                              |
| Ferdynand II Habsburg (1578–1637), cesarz rzymski |                                                                                      | |                                                                                                   |                                                                                                   |                                                                                         |                                                                                    |                                                                                     |                                                                                                   |